# Desmatosuchus
Desmatosuchus (ungefär "länkkrokodil") är ett utdött släkte av archosaurier, tillhörande ordningen Aetosauria. Det var en av de största aetosaurierna och mätte fem meter på längden och var cirka en och en halv meter hög. Den levde under senare trias i Texas.
Desmatosuchus hade en bepansrad kropp och ett grisliknande huvud. Den använde sin skovelliknande nos för att gräva upp växter. Till skillnad från de flesta andra aetosaurier hade Desmatosuchus två rader med taggar på ryggens sidor, med de längsta (45 centimeter) vid bogarna. Genom att visa upp taggarna för hotande rovdjur vann Desmatosuchus extra skydd.
Två arter är för närvarande accepterade: D. spurensis och D. smalli. Desmatosuchus chamaensis är erkänd som ett åtskilt släkte, men konsensus har ej nåtts gällande om namnet Heliocanthus eller Rioarribasuchus skall användas.

## I populärkulturen
Desmatosuchus uppträdde i When Dinosaurs Roamed America, där den driver iväg en irriterande Coelophysis och en rovlevande Rutiodon.